# Salón de banquetes del Palacio de Estocolmo

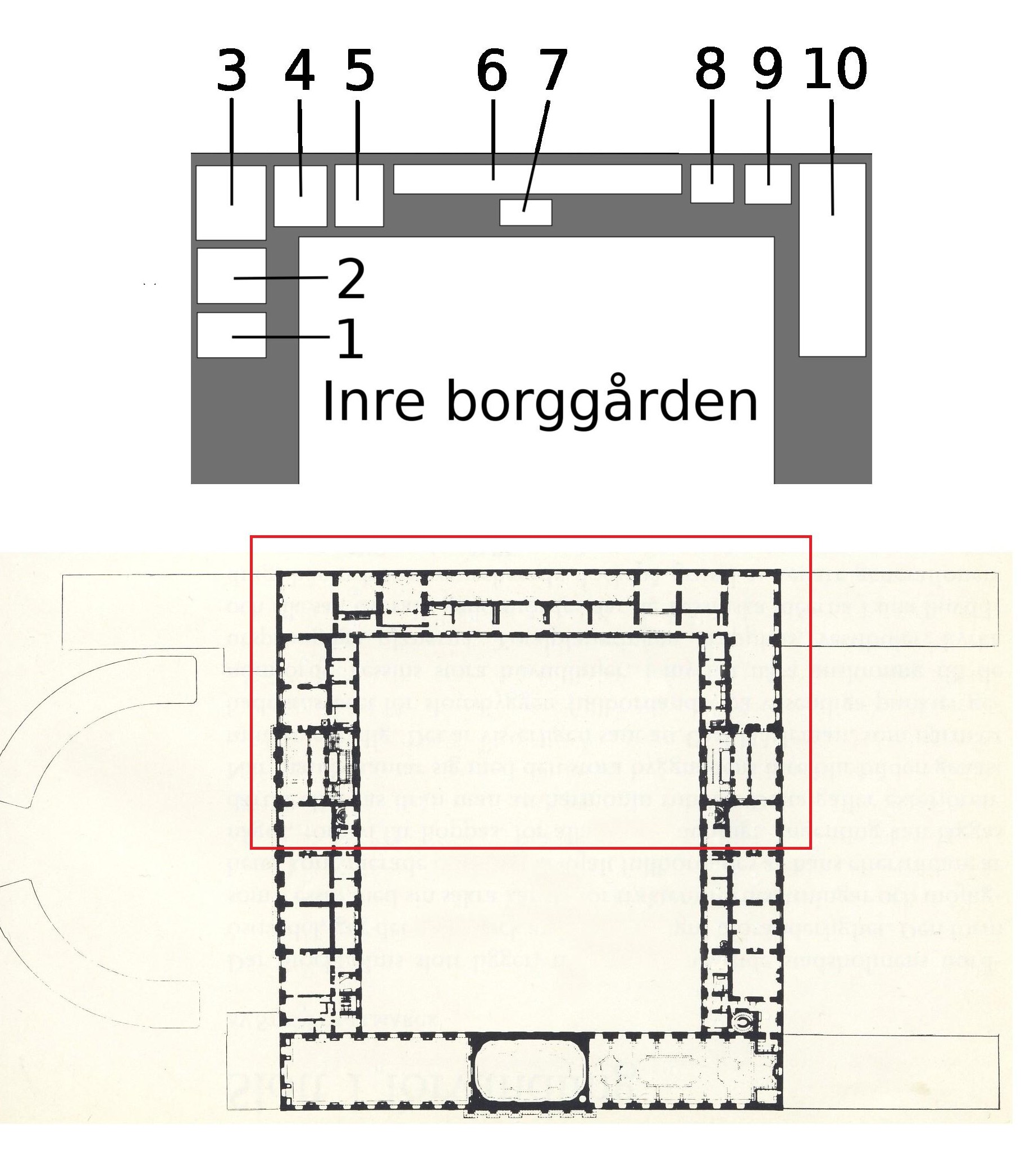
Plano de las salas de la Casa de Banquetes.
1: El Salón de Invitados del Estado
2: Los Livdrabantsalen
3: Sala del Consejo
4: La sala de audiencias
5: La cámara del dormitorio de Gustavo III
6: Galería de Carlos XI
7: Armario blanco
8: El dormitorio de estado de Sofía Magdalena
9: Salón de Don Quijote
10: Mar Blanco

El salón de estado se encuentra en un piso subiendo dos tramos de escaleras en el ala norte del Palacio Real de Estocolmo, y se ha utilizado para la representación de la pareja real. En la galería de Carlos XI se celebran cenas oficiales, incluso durante las visitas de Estado, después de las elecciones parlamentarias y para los premios Nobel. Varias veces al año se celebran reuniones del consejo con el gobierno en la sala del consejo. En los dibujos del castillo, el piso estaba previsto como residencia de la pareja real, pero cuando el rey Adolfo Federico y la reina Lovisa Ulrika se mudaron allí en 1754, vivieron en lo que hoy es el Apartamento Bernadotte. Sin embargo, el príncipe heredero Gustavo (III) y la princesa heredera Sofía Magdalena se instalaron en el apartamento después de su boda en 1766. El área bruta es de aproximadamente 2 650m². El piso no ha sido utilizado como vivienda desde la época de Oscar I. 

## La habitación en el piso
El Salón Ecuestre era utilizado por los Jinetes, el personal de guardia del castillo. Al igual que otras salas de guardia en el castillo, la decoración de la habitación está relacionada con la función de la misma, en este caso con mascarones con casco. La habitación también cuenta con un mueble barroco con corona en relieve y decoración en nogal . 

### La sala de estar
La sala de socorristas es otra sala de guardia en el piso. Aquí estaban los salvavidas, quienes se suponía debían proteger al rey. En la sala hay tres estatuas de mármol de Carlos XI, Gustavo II Adolfo y Carlos X Gustavo, realizadas por Johan Niclas Byström en 1829. Se trata de versiones más pequeñas de las colosales estatuas de los reyes suecos que Karl XIV Johan encargó para un museo en Djurgården, pero que nunca se realizaron. Estatuas similares de Gustavo II Adolfo y Carlos XIV Juan se encuentran en el Rikssalen, donde Oscar I las hizo erigir.

### Sala del Consejo
La Sala del Consejo se utiliza cuando se celebran reuniones del consejo con el rey y el gobierno en el palacio. La habitación fue utilizada como comedor durante el reinado de Gustavo III. Aquí, al estilo francés, se celebraba una vez por semana una cena pública ante espectadores invitados. Se han conservado partes del interior original de principios del siglo XVIII, como las puertas de roble esculpidas que originalmente estaban pintadas y doradas. La sala fue redecorada durante el reinado de Carlos XV . Los dos tapices tejidos con motivos de la antigua historia de Jasón y Medea fueron tejidos en Les Gobelins de París en 1758 y 1765. Fueron un regalo a Gustavo III cuando visitó Francia en 1771. La sala también contiene un antiguo papel pintado del siglo XVII con motivos de la historia de Meleagro (véase también el Salón de Meleagro). Fueron realizadas en Bruselas y en el castillo de Karlberg, en el taller para niñas huérfanas que dirigía Ulrika Eleonora. fundado.
 

Las lámparas de araña de la habitación fueron fabricadas en Viena en la década de 1860. Los sillones esculpidos de alrededor de 1700 proceden del castillo de Mälsåker en Södermanland . El reloj de sobremesa de bronce dorado fue probablemente fabricado en Augsburgo a principios del siglo XVII. La sala también contiene una colección de bustos de reyes suecos, estos son, desde la izquierda de la puerta de Livdrabantsalen, Oscar I, Karl XV, Oscar II, Gustavo V, Gustavo VI Adolfo y Karl XIV Johan, de los cuales Oscar II y Gustavo VI Adolfo son de bronce . El retrato ecuestre de Karl XIV Johan fue pintado por Fredric Westin.

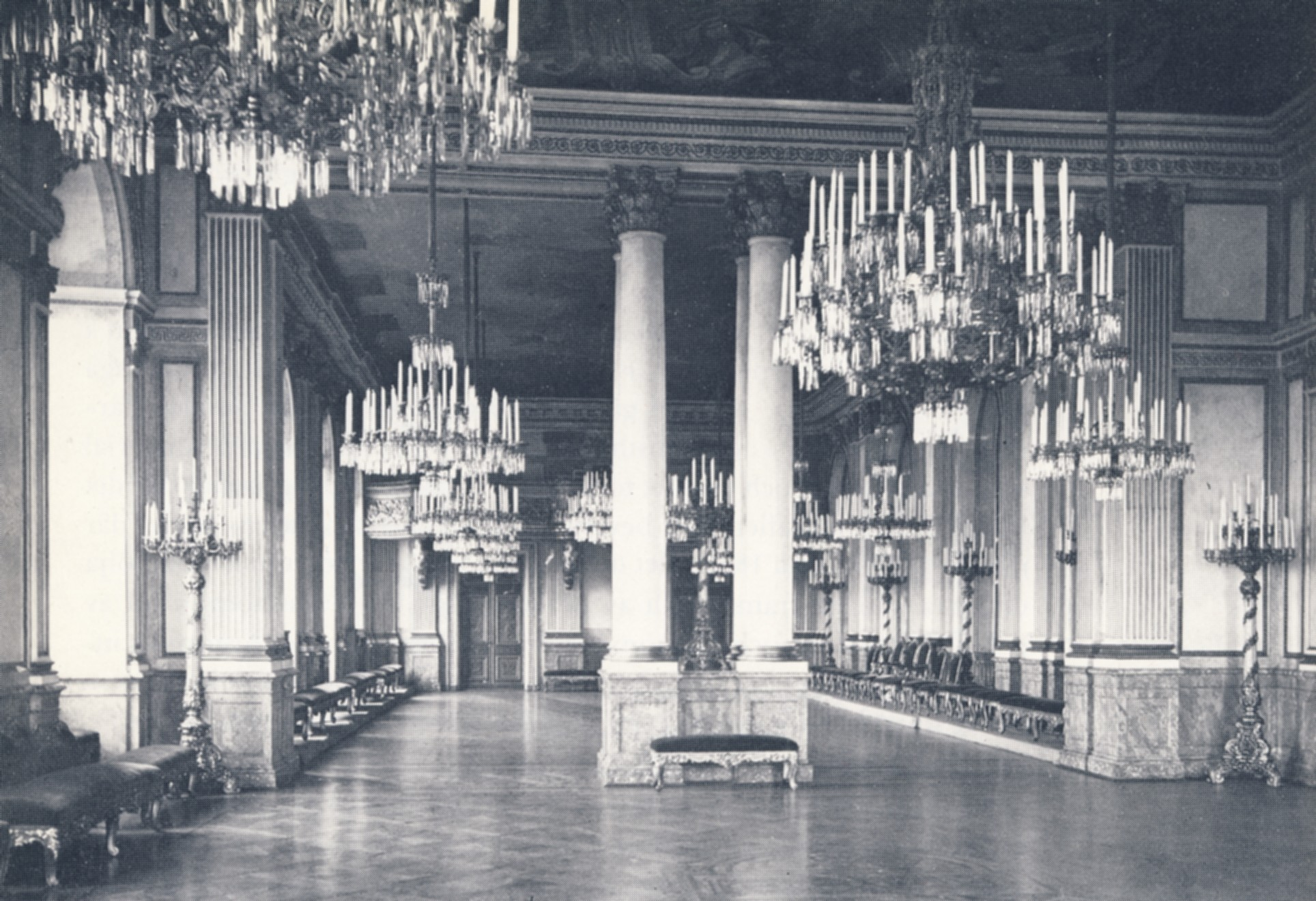
El Mar Blanco en 1870.
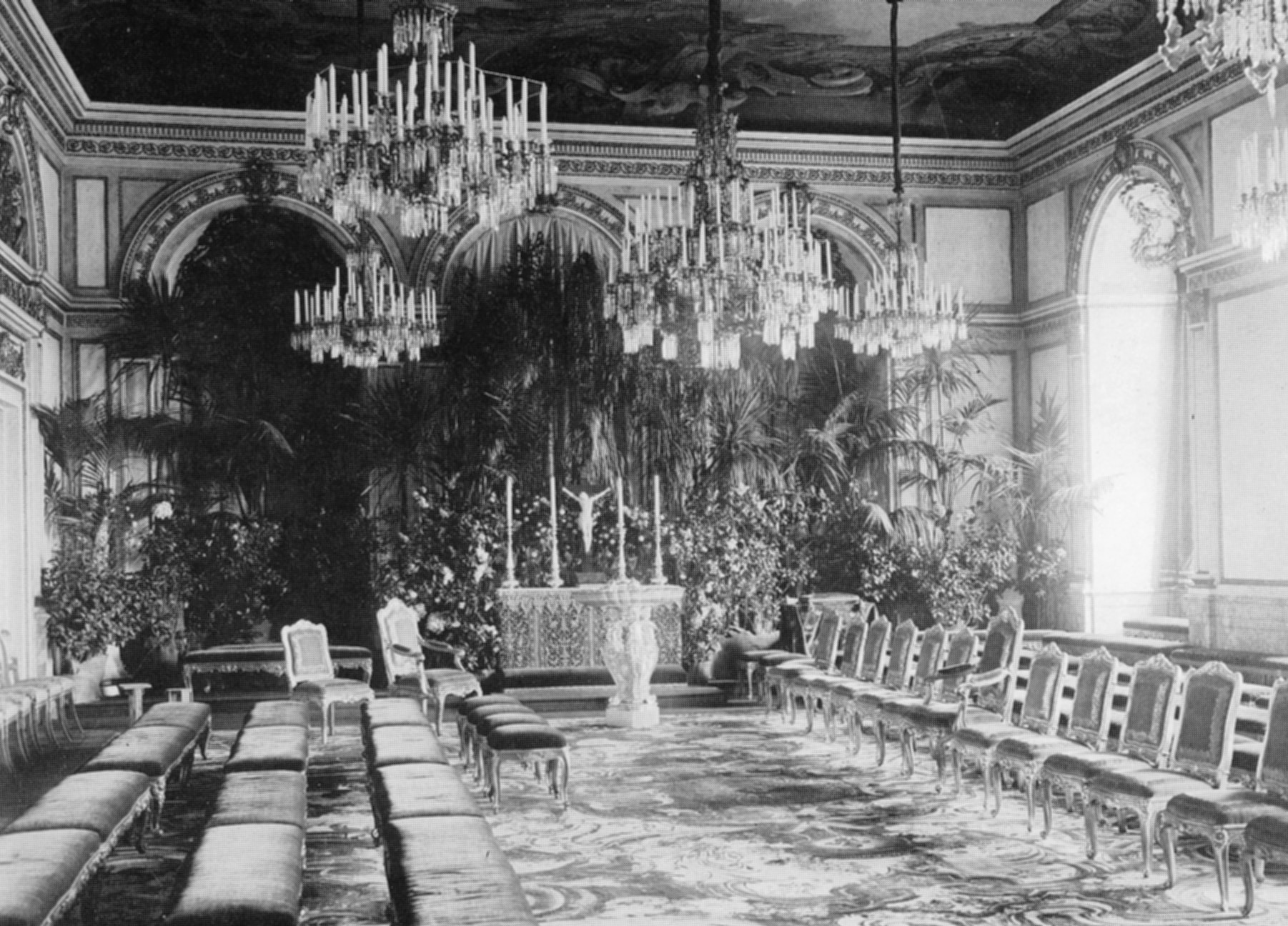
El Mar Blanco en el bautismo del príncipe en 1906.
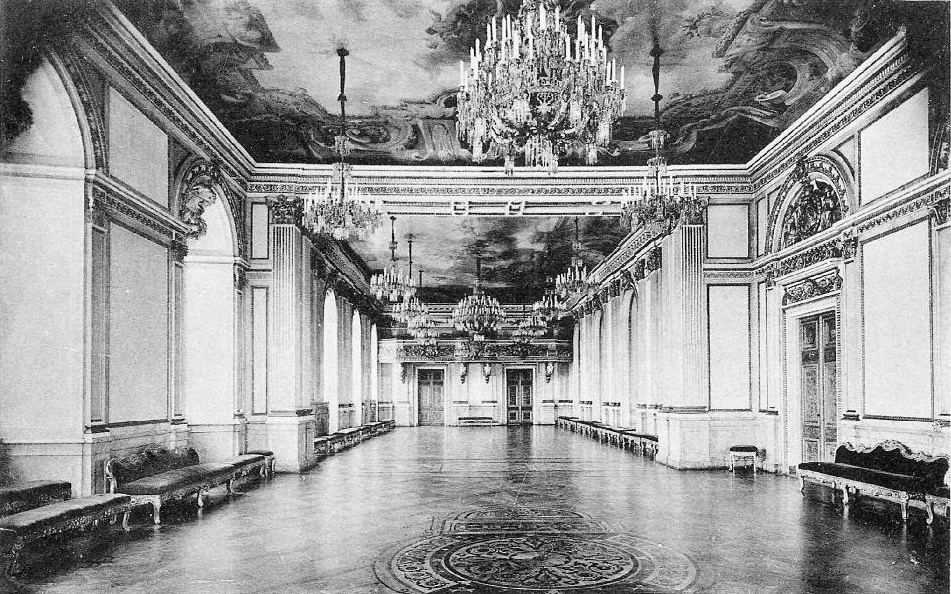
El Mar Blanco a principios del siglo XX.
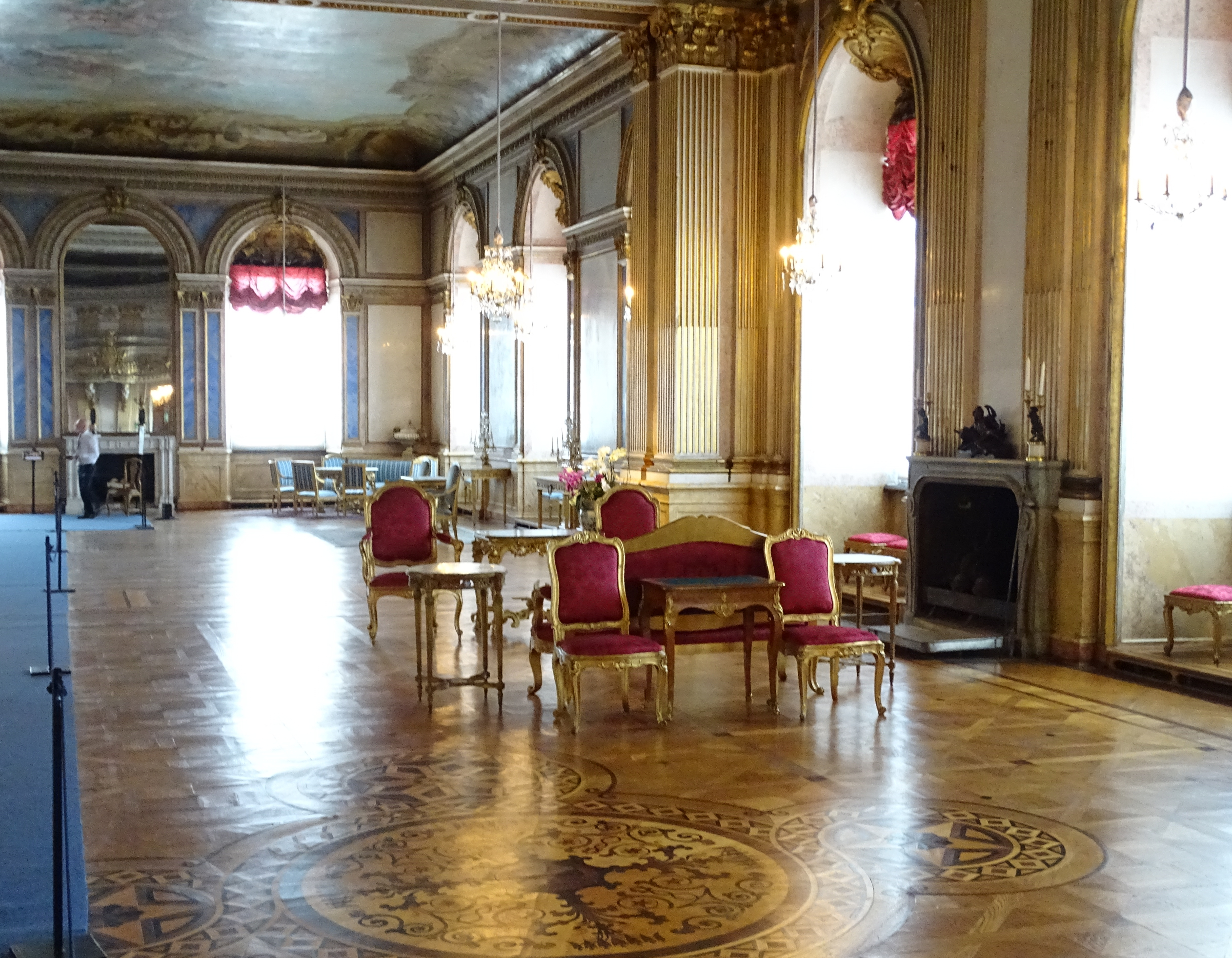
Mar Blanco. Al fondo se encuentra la chimenea abierta de mármol blanco diseñada por Johan Niclas Byström .

### La sala de audiencias
La sala de audiencias fue planeada ya en la década de 1690 como dormitorio de Carlos XI. Durante el reinado de Gustavo III, la sala comenzó a utilizarse para audiencias. La sala contiene una pintura en el techo pintada alrededor de 1700 por Jacques Foucquet (hijo de Bernard Foucquet el Viejo) y René Chauveau . Representa a los amantes Venus y Marte. Los dinteles de la puerta de la sala, pintados en 1745, representan escenas de la vida de Alejandro Magno y fueron realizados por Jean Restout. La estufa es italiana y fue adquirida por Gustavo III en 1783. De las dos cariátides de la sala, una es un original romano de la antigüedad y la otra fue realizada a mediados del siglo XVIII. El dosel del trono de la sala, de estilo renacentista italiano, probablemente llegó a Suecia con la esposa de Juan III, Catalina Jagellonia. Las dos figuras femeninas remiten a modelos de Botticelli . Los tapices tejidos con escenas de paisajes se realizaron en Delft para la coronación de la reina Cristina en 1650. La sala también contiene un busto de bronce de Gustavo II Adolfo, realizado por Georg Petel en Núremberg, así como dos retratos atribuidos al holandés Frans Hals.

### La habitación de gala de Gustavo III

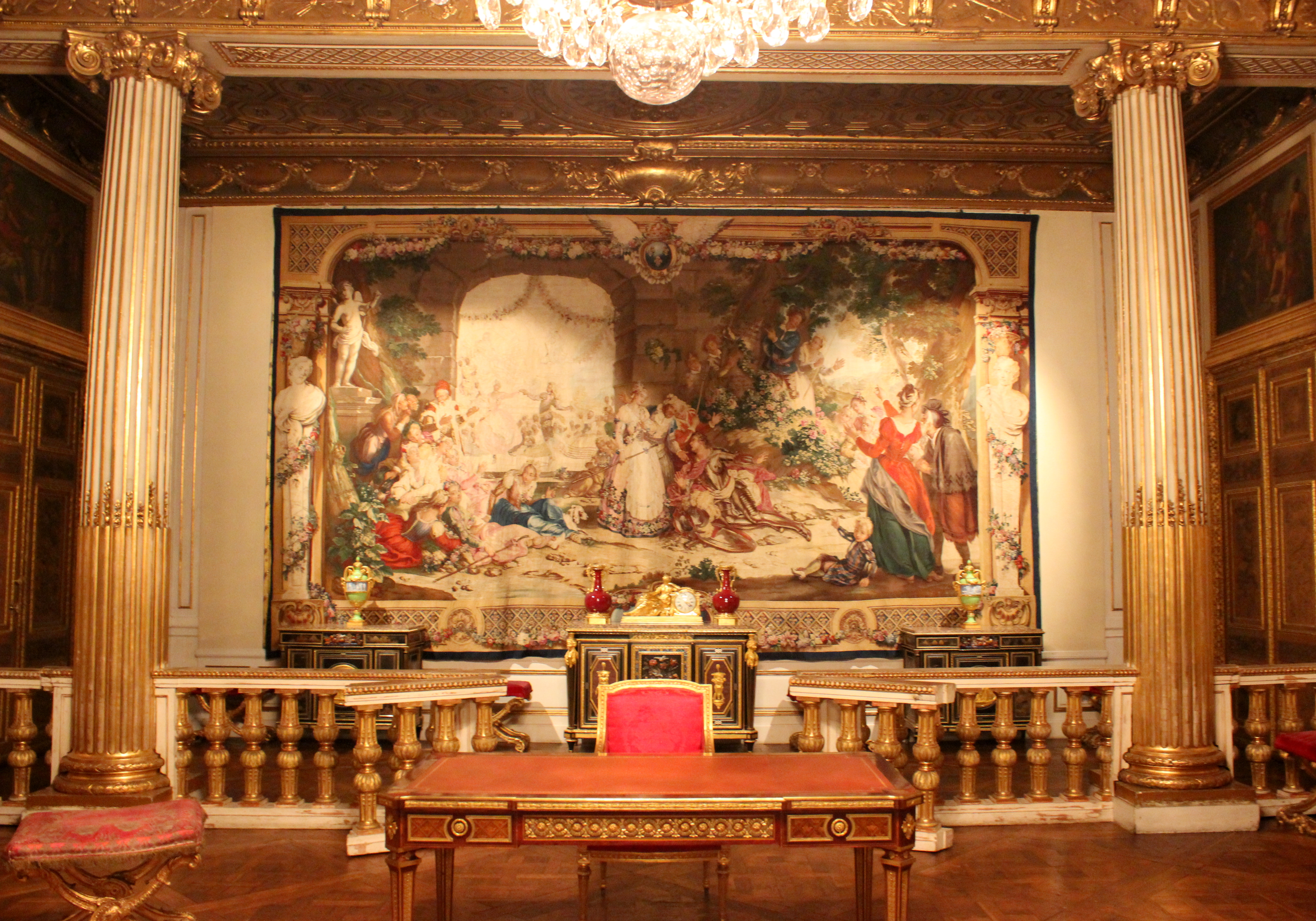
Dormitorio estatal de Gustavo III. En primer plano se encuentra el escritorio de Gustavo III, diseñado por Georg Haupt.

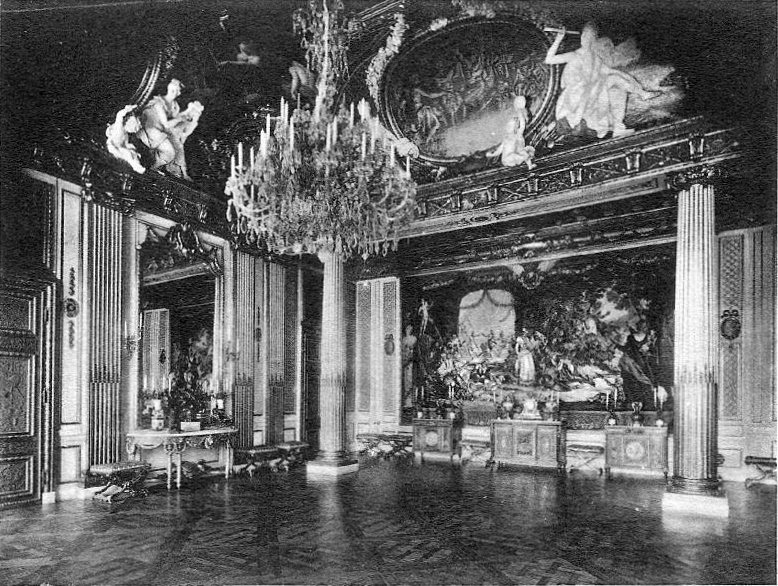
Dormitorio estatal de Gustavo III, principios del.

El dormitorio real de Gustavo III fue una de las primeras estancias del palacio que se decoró según el estilo neoclásico tan de moda a finales del siglo XVIII. La sala fue planificada por el arquitecto Nicodemus Tessin dy como sala de audiencias. En la década de 1770, Gustavo III hizo decorar dos dormitorios de estado para él y su consorte Sofía Magdalena a ambos lados de la galería de Carlos XI; la segunda habitación es el dormitorio de estado de Sofía Magdalena. Las habitaciones fueron diseñadas por Jean Eric Rehn. Gustavo III también introdujo, siguiendo el modelo francés, le Lever, es decir, una recepción en la habitación en conexión con su baño matutino. Dentro de la balaustrada se encontraba el lecho de honor, cubierto con damasco de seda roja. Gustavo III murió el 29 de marzo de 1792 en esta habitación después de recibir un disparo durante un baile de máscaras en la ópera en 1792.
La pintura del techo de la cámara del dormitorio principal representa cómo Carlos XII es criado bajo la protección de los dioses del Olimpo. "El niño del cuadro del techo es el hijo de Carlos XI, que se convertiría en Carlos XII". El techo fue pintado por el pintor decorativo francés Jacques Foucquet y el escultor francés René Chauveau alrededor de 1700. La decoración de los alféizares de las ventanas es obra de Jacques de Meaux . Jacques Foucquet estuvo activo en Suecia durante los años 1694-1702 y antes de convertirse en pintor activo en Estocolmo, trabajó en la corte de Luis XIV en Francia.
En la sala también se encuentra el escritorio de Gustavo III, realizado por Georg Haupt en 1778, en el que el nombre del rey está cifrado en las cuatro esquinas del escritorio. También hay dos bustos en la cámara del dormitorio estatal. Uno representa a Gustavo III y está realizado por Johan Tobias Sergel, el otro busto representa a Carlos XII y está realizado por Jacques Philippe Bouchardon. Los tres armarios de la habitación fueron fabricados por Adam Weisweiler en París en 1784 y están hechos de marfil. Están ricamente decoradas y tienen relieves de piedras semipreciosas. Los relieves están tomados de muebles que pertenecieron a Luis XIV.

### Galería de Carlos XI
No debe confundirse con la galería del mismo nombre en el Palacio de Drottningholm.

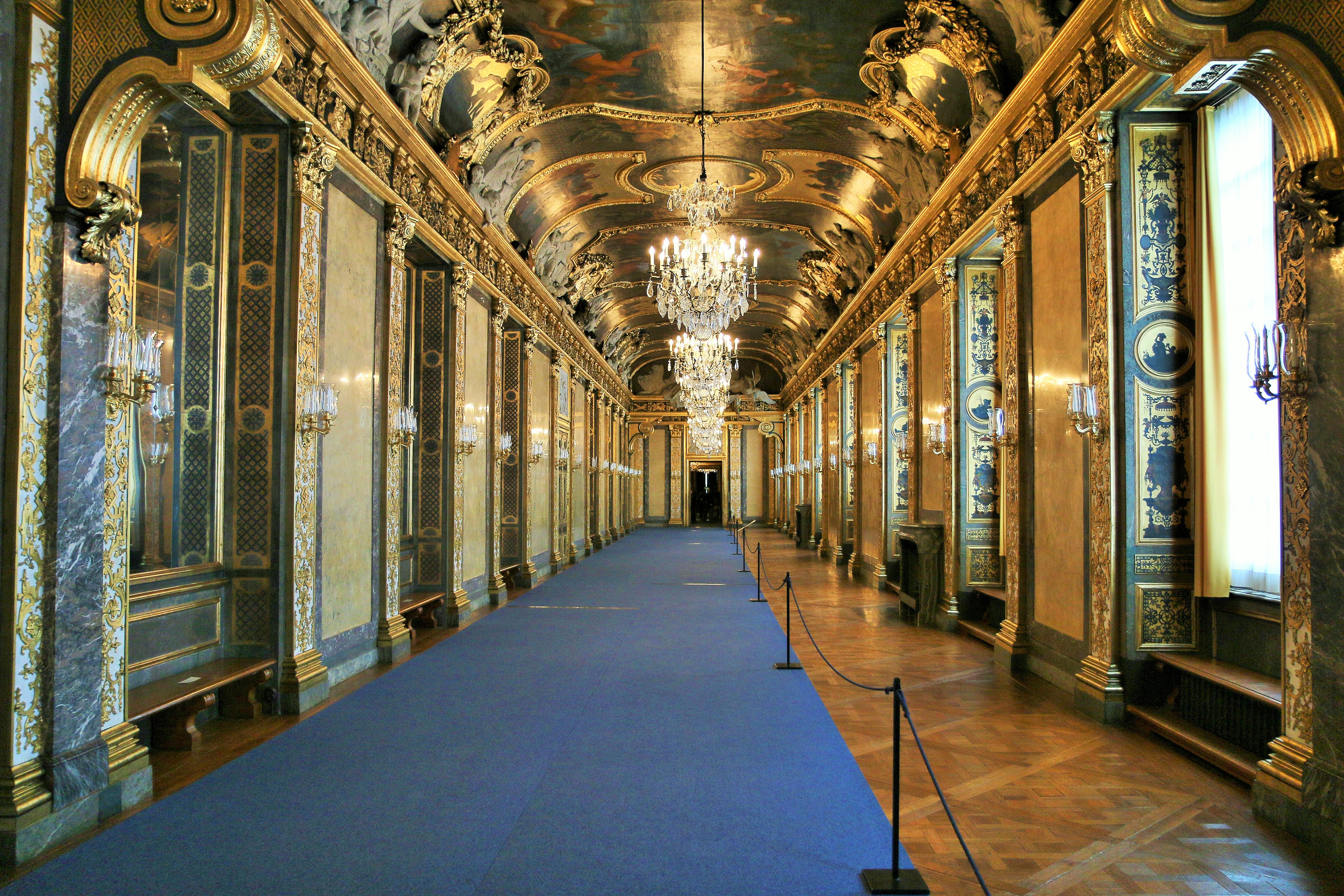
Galería de Carlos XI, 2016.

La Galería de Carlos XI o Gran Galería está situada en el ala norte del castillo; Sus ventanas dan a Slottskajen . La sala está considerada como una de las más magníficas del castillo. Su interior es uno de los mejores ejemplos del estilo barroco tardío en Suecia.
En la galería de Carlos XI se celebran cenas y banquetes oficiales. La mesa está cubierta con cubertería sueca y francesa de finales del siglo XVIII y principios del XIX. La porcelana y el cristal son de los siglos XIX y XX.
El famoso Salón de los Espejos del Palacio de Versalles sirvió de modelo para la galería de Carlos XI. Cada ventana está acompañada de espejos en la pared interior. Tanto las ventanas como los espejos están enmarcados por pilastras de mármol blanco. El techo de la sala está decorado con pinturas y decoraciones escultóricas de Jacques Foucquet el Joven y René Chauveau. La decoración es un homenaje a Carlos XI y su consorte Ulrika Eleonora. Sus bustos de retrato están colocados a ambos lados del techo central. El suelo de parquet de la estancia está formado por cuadrados de roble del tamaño de un metro. El suelo fue realizado a principios del siglo XVIII según modelos franceses.
La parte de la galería de Carlos XI más cercana al dormitorio estatal de Gustavo III se llama gabinete de guerra, mientras que la parte correspondiente en el otro extremo de la galería, más cercana al dormitorio estatal de Sofía Magdalena, se llama gabinete de paz.

### Gabinete blanco
El armario blanco está decorado en estilo gustaviano . El interior fue diseñado por Jean Baptiste Masreliez en 1780. Sin embargo, el estuco dorado del techo proviene de un interior más antiguo de la habitación. En el centro del techo están representadas las insignias reales . La habitación tiene una cómoda de Georg Haupt que se puede desplegar y convertir en cama. Fue utilizado por el paje de Gustavo III. 

### Dormitorio de Carlos XIV Juan

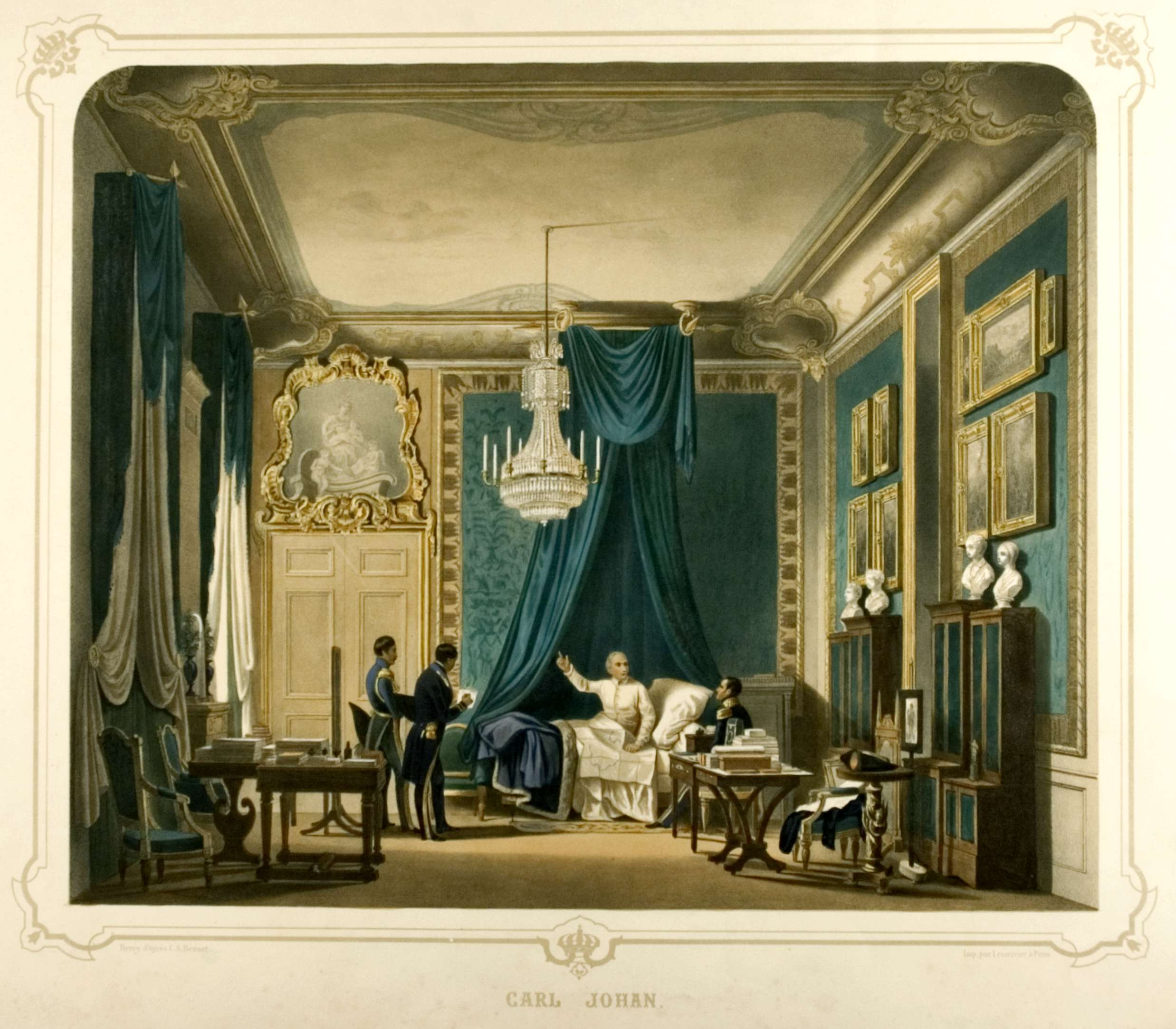
El "Regimiento de alcoba" de Carlos XIV Juan en 1843.
Litografía de Carl Stefan Bennet.
Museo Folclórico Noruego.

En el salón actual , se encontró, en el siglo XIX, el dormitorio de Carlos XIV Juan, en la segunda estancia más oriental entre la galería de Carlos XI y el patio. 

### Dormitorio de estado de Sofía Magdalena
El dormitorio de gala de Sofía Magdalena fue una de las primeras estancias del palacio en estar decorada según el estilo neoclásico tan de moda a finales del siglo XVIII. En la década de 1770, Gustavo III hizo amueblar dos dormitorios de estado para él y su consorte Sofía Magdalena a ambos lados de la galería de Carlos XI; la segunda habitación es el dormitorio de estado de Gustavo III. Las habitaciones fueron diseñadas por Jean Eric Rehn.
La pintura del techo de la cámara del estado representa a la Madre Svea, rodeada de cuatro figuras femeninas que simbolizan los cuatro continentes conocidos en esa época, Europa, África, Asia y América. La Estrella del Norte es visible sobre la cabeza de la Madre Suecia.
La cámara del dormitorio principal contiene algunos muebles y objetos originales de los siglos XVIII y XIX, incluidas mesas de Jean Baptiste Masreliez, urnas chinas azules y candelabros de bronce fabricados en Francia en la década de 1780. Además, hay retratos de los padres de la reina Josefina, Eugenio de Beauharnais y Augusta de Baviera. Son ejecutados por François Gérard. En la pantalla del fuego se pueden ver escenas de las fábulas de La Fontaine.

### El salón de Don Quijote

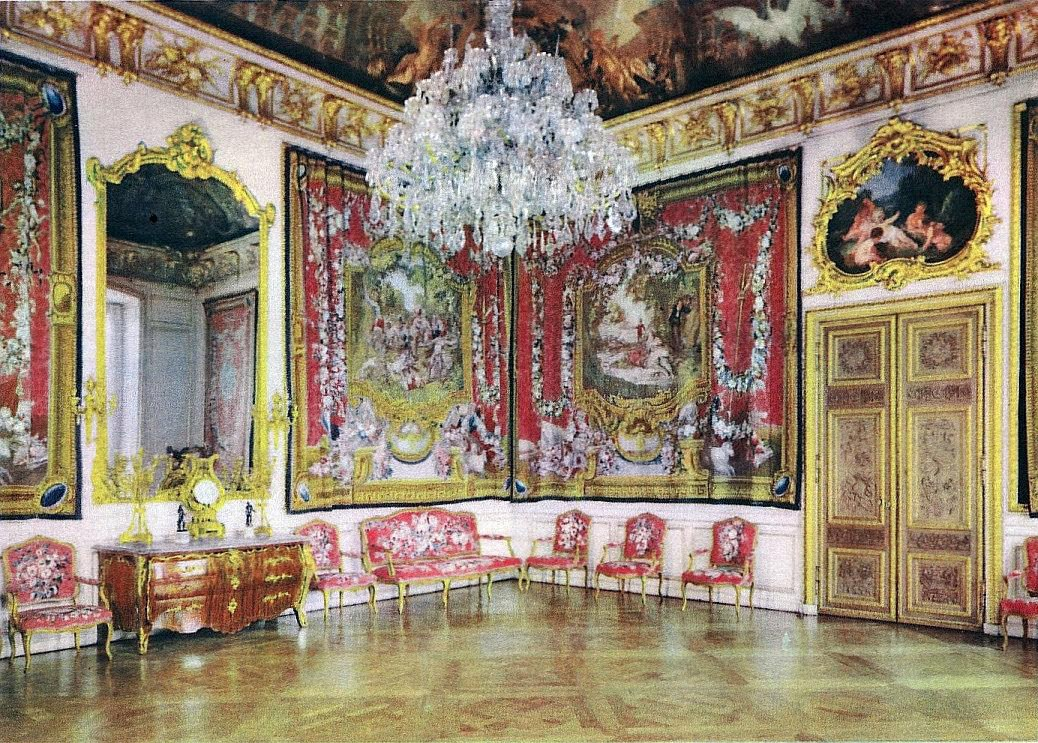
El Salón de Don Quijote, 1938.

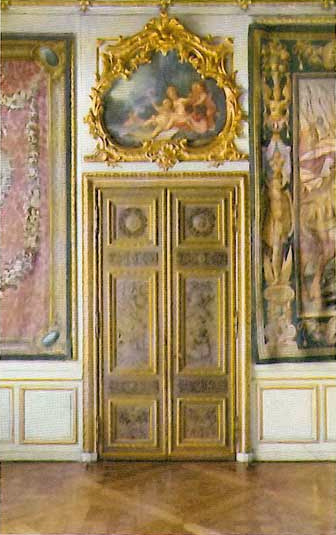
Los dinteles de la puerta de la Sala de Don Quijote están pintados por François Boucher.

La Sala de Don Quijote recibe su nombre a causa de los papeles pintados tejidos con motivos tomados de la historia del autor español Miguel de Cervantes sobre el héroe Don Quijote. Los papeles pintados y la tapicería de los muebles de la habitación fueron tejidos en Manufactura de los Gobelinos, en París, en la década de 1770. Fueron un regalo de Luis XVI a Gustavo III. Fueron entregados a Gustavo III durante su visita a Francia en 1784. Los motivos de papel pintado eran los motivos más populares de la época del fabricante Les Gobelins. Los motivos se encuentran en muchos castillos y casas señoriales de toda Europa, pero con diseños diferentes. El papel pintado más cercano a las ventanas tiene tejido el monograma del rey francés. Algunas de las sillas de la sala fueron fabricadas por el fabricante de sillas Jean-Baptiste Lebas en París a mediados del siglo XVIII. El gran escritorio está firmado por David Gabriel Stumpff y data de Estocolmo en la década de 1750. El salón está decorado en estilo rococó, estilo del siglo XVIII y del Romanticismo. El estilo rococó se reconoce por sus formas lúdicas, elegantes y orgánicas.
El Salón de Don Quijote también cuenta con pinturas en el techo del artista francés Guillaume-Thomas-Raphael Taraval . Taraval introdujo el estilo decorativo rococó junto con pintores florales y ornamentales franceses. Estos plafones fueron pintados en 1745 y representan a la reina del Olimpo , la diosa Juno, rodeada de los cuatro vientos, Bóreas, el dios griego del viento del norte, que vivía en Tracia, Céfiro, el viento del oeste, Notos, el viento del sur, y Euros, el viento del este.
Los dinteles de la puerta fueron pintados por François Boucher y comprados en París en 1745. Están colocados en marcos ricamente ornamentados y fueron esculpidos por el escultor ornamental Gustaf Johan Fast según dibujos de Jean Eric Rehn. Las puertas son de roble y pintadas de color dorado.

### Mar Blanco
El Mar Blanco originalmente estaba formado por dos salas: el Comedor de la Reina y el Salón de la Reina. El comedor se llamaba Mar Blanco, nombre que pasó a referirse a toda la sala después de que se derribó el muro y las dos salas se fusionaron para formar el Mar Blanco. En conexión con las cenas en la galería de Carlos XI, el Mar Blanco se equipa como salón con zonas para sentarse. La habitación se utiliza luego como salón antes o después de la cena. La sala es la más grande del castillo después del salón de estado y la capilla del castillo . El Mar Blanco también cuenta con una galería de orquesta y sirve como salón de baile del palacio,  como en la boda de la Princesa Heredera en 2010. En la sala se exponen aproximadamente 260 objetos; incluyendo una gran vajilla del siglo XVIII de Sèvres.
El Mar Blanco obtuvo su aspecto actual durante una reconstrucción realizada en 1845 bajo la dirección del arquitecto Axel Nyström . Posteriormente se derribó el tabique divisorio y la nueva sala se convirtió en salón de banquetes y baile de Óscar I y la reina Josefina. Su código de nombre se puede encontrar en el quiosco de música. El suelo es de parquet de roble con marquetería de palisandro, abedul, caoba, satiné, limón y ébano y fue realizado en la misma época por el carpintero del castillo Heinrich Dumrath. En el lado corto del salón hay una chimenea de mármol blanco, obra del escultor Johan Niclas Byström.
Fueron tres pintores los que juntos crearon las pinturas del techo del Mar Blanco. La pintura del techo de la parte norte de la sala y el marco del techo sur fueron realizados por el pintor decorativo y arquitecto italiano Domenico Francia . La sección central del techo sur fue pintada por el pintor franco-sueco Guillaume-Thomas-Raphael Taraval con la ayuda del pintor decorativo Johan Pasch . Domenico Francia pintó hábilmente el techo con falsa perspectiva . Las arcadas en pseudoperspectiva con sus escenas de figuras animadas y coloridas a lo largo del borde del techo en la parte sur de la sala se ven mejor desde el centro de la pared de ventanas.